# Rio Ducin
O Rio Ducin é um rio da Romênia, afluente do Nera, localizado no distrito de Caraş-Severin.